# Gloeophyllaceae
Famille
Les Gloeophyllaceae sont une famille de champignons de l’ordre des Gloeophyllales.

## Liste des genres
Selon BioLib (29 avril 2020) :
- genre Boreostereum Parmasto
- genre Campylomyces Nakasone
- genre Chaetodermella Rauschert
- genre Columnocystis Pouzar
- genre Gloeophyllum P. Karst.
- genre Mycobonia Pat.
- genre Mycothele Jülich
- genre Osmoporus Singer
- genre Veluticeps (Cooke) Pat.

Selon Catalogue of Life (29 avril 2020) :
- genre Boreostereum
- genre Campylomyces
- genre Chaetodermella
- genre Gloeophyllum
- genre Griseoporia
- genre Hispidaedalea
- genre Mycothele
- genre Osmoporus
- genre Phaeocoriolellus
- genre Veluticeps

Selon MycoBank (29 avril 2020) :
- Anisomyces = Gloeophyllum
- Boreostereum
- Campylomyces
- Ceratophora = Gloeophyllum
- Chaetodermella = Chaetoderma (famille des Stereaceae)
- Columnocystis
- Digitellus
- Donkioporia
- Gloeophyllum ≡ Gloeophyllum (orth. var.)
- Gloeophyllum
- Grandinioides
- Griseoporia
- Hispidaedalea
- Lenzitina = Gloeophyllum
- Mycothele
- Neolentinus
- Osmoporus = Gloeophyllum
- Phaeocoriolellus = Gloeophyllum
- Pileodon
- Reisneria = Gloeophyllum
- Serda = Gloeophyllum
- Sesia = Gloeophyllum
- Veluticeps